# Univerzita Brighama Younga
Univerzita Brighama Younga (anglicky Brigham Young University) je soukromá univerzita sídlící ve městě Provo v Utahu. Vznikla dne 16. října 1875 a svůj název dostala podle Brighama Younga, v pořadí druhého prezidenta Církve Ježíše Krista Svatých posledních dnů. Jde o největší náboženskou univerzitu a třetí největší soukromou univerzitu v USA. Přibližně 99 % studentů jsou členy Církve Ježíše Krista Svatých posledních dnů. Univerzita je rozdělena do několika škol, přičemž jeden kampus se nachází na Olivové hoře v Jeruzalémě.
V roce 2025 byla univerzita v Rusku prohlášena za nežádoucí organizaci.